# スカニェッロ
スカニェッロ（伊: Scagnello）は、イタリア共和国ピエモンテ州クーネオ県にある、人口約200人の基礎自治体（コムーネ）。

## 地理

### 位置・広がり
| 隣接するコムーネは以下の通り。 - バッティフォッロ - チェーヴァ - リージオ - モンバジーリオ - モナステローロ・カゾット |

#### 地震分類
イタリアの地震リスク階級 (it) では、4 に分類される
。